# Plecopterodes lutosa
Plecopterodes lutosa là một loài bướm đêm trong họ Noctuidae.